# Sideriano
Il Sideriano (dal Greco σίδηρος, "ferro") è il primo periodo dell'era Paleoproterozoica.
Si estende da 2,5 a 2,3 miliardi di anni fa.
Anziché essere basate sulla stratigrafia, queste date sono definite cronologicamente.

## Caratteristiche

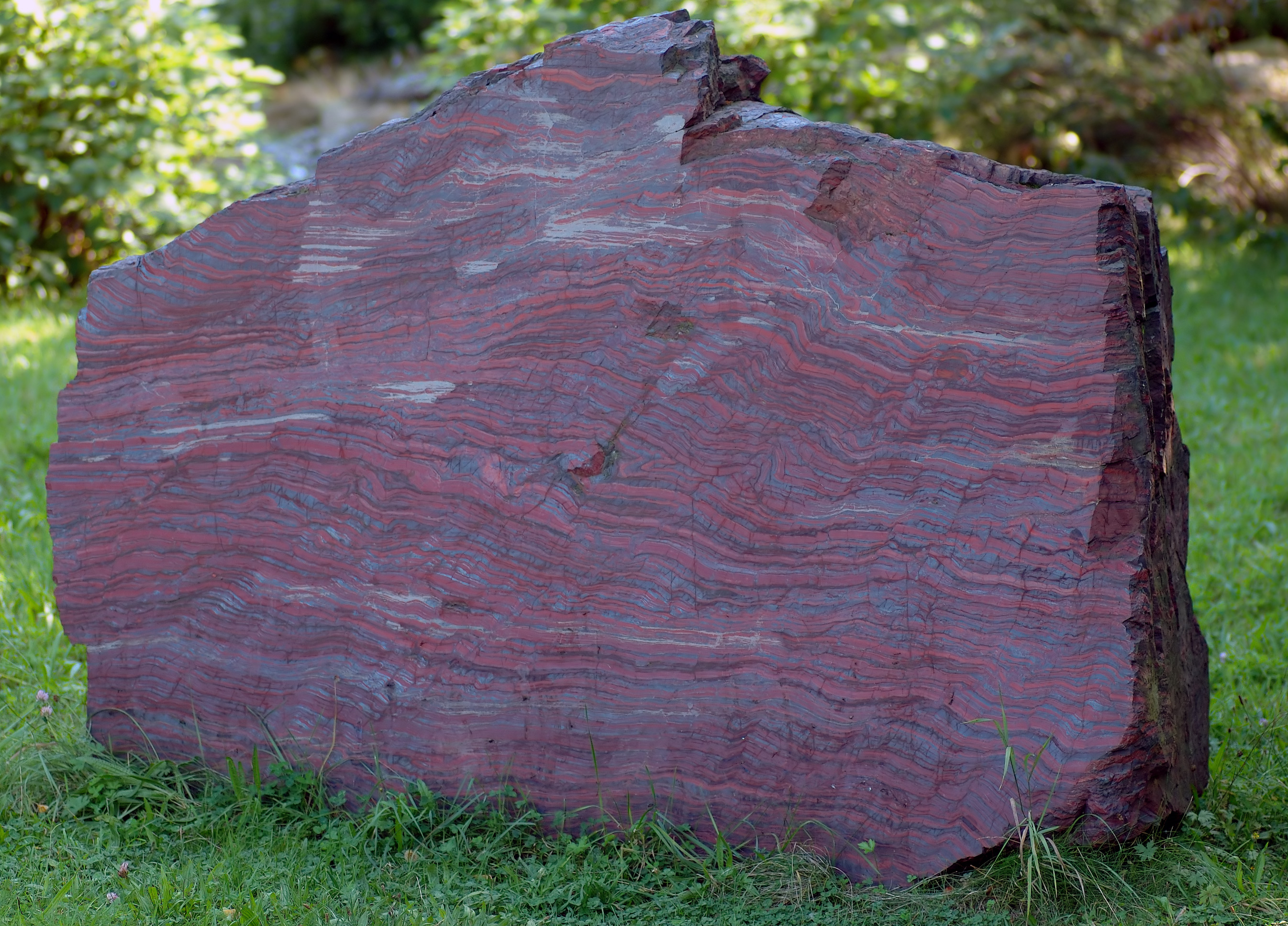
Formazioni di bande di ferro risalenti a 2,1 miliardi di anni fa.

Prima formazione dei cosiddetti BIF (Banded Iron Formation o Taconiti, formazioni ferrose stratificate) testimonianti la comparsa dell'ossigeno libero in atmosfera ed idrosfera ad opera dei primi processi di fotosintesi clorofilliana. 
I BIF sono rocce sedimentarie chimiche marine formatesi circa 2 miliardi di anni fa, che spesso prendono il nome dalle località di affioramento (es. in Brasile sono note come Itaibiriti dal complesso minerario di Itabira, località sita all'interno del Cratone di S. Francisco, stato di Minas Gerais).
Queste non erano altro che delle formazioni di bande di ferro (BIF, "banded iron formation"), causate probabilmente da alghe azzurre anaerobiche che producevano ossigeno come scarto del loro metabolismo; l'ossigeno  si combinò con il Ferro presente per formare la magnetite (Fe3O4, un  ossido di ferro).
Questo processo ripulì anzitutto gli oceani dal ferro prima di allora presente in abbondanza, schiarendo così il colore verdastro delle acque per portarlo verso il colore attuale. 
In seguito la continua produzione di ossigeno, non più combinato, portò al suo accumularsi nell'aria dando inizio alla formazione dell'attuale atmosfera ricca di ossigeno. 
Questa atmosfera risultò tuttavia letale per le specie anaerobiche che non riuscirono a sopravvivere in questo ambiente per loro tossico, dando così luogo alla grande estinzione nota come "catastrofe dell'ossigeno", che fu seguita poco dopo dalla glaciazione uroniana.
La glaciazione uroniana iniziò a metà Sideriano (2400 milioni di anni fa) e si concluse nel Rhyaciano (2100 milioni di anni fa).